# موش کور جزیره‌ای
موش کور جزیره‌ای (نام علمی: Mogera insularis) نام یک گونه از سرده موش کورهای ژاپنی است.